# NEO UNIVERSE / finale
NEO UNIVERSE / finale es un double a-side o maxisencillo, el cual se promocionó en diversos medios. NEO UNIVERSE daba sonido a la campaña del cosmético Shiseido Pienu, finale y hole se incluyeron en la película Ring 0: Birthday y el remix de trick en el anuncio televisivo de EZ-web.

El sencillo debutó en el número #1 de Oricon y permaneció durante 12 semanas en lista. En el año 2000 vendió 1.103.880, clasificándose como el 10.º singles más vendido.
| #  | Título                                       | Compuesta por:                   |
| -- | -------------------------------------------- | -------------------------------- |
| 1. | NEO UNIVERSE                                 | hyde (letra) ken (música)        |
| 2. | finale                                       | hyde (letra) tetsu (música)      |
| 3. | hole                                         | yukihiro (música)                |
| 4. | trick -new wave of japanese heavy metal mix- | yukihiro (letra, música y remix) |